# Jagnair
Jagnair är en ort i Indien.   Den ligger i distriktet Agra och delstaten Uttar Pradesh, i den centrala delen av landet, 200 km söder om huvudstaden New Delhi. Jagnair ligger 186 meter över havet och antalet invånare är 10 023.
Terrängen runt Jagnair är platt. Runt Jagnair är det tätbefolkat, med 427 invånare per kvadratkilometer. Det finns inga andra samhällen i närheten. Trakten runt Jagnair består till största delen av jordbruksmark.